# 유아사 구라헤이
유아사 구라헤이(일본어: 湯浅 倉平, 1874년 2월 1일 ~ 1940년 12월 24일)는 일본의 내무 관료·정치인·남작이다. 오카야마현 관선 지사, 시즈오카현 관선 지사, 조선총독부 정무총감, 내대신을 역임하였다.

## 생애
야마구치현 도요우라군 우카손 (현재의 시모노세키시 도요우라정) 출신으로, 1898년 도쿄 제국대학 법과 대학 정치학과를 졸업하였다. 같은 해 내무성에 들어갔으며, 오카야마현·시즈오카현 지사를 거쳐, 1915년 도쿄 제국대학 시절의 은사기이도 한 내무대신 이치키 기토쿠로의 추천에 의해 내무성 경보국장이 되었다. 1916년 귀족원 의원에 임명돼 하라 내각의 군제 폐지에 반대론을 주창하였다.
1923년 관동 대지진이 일어나면서, 내무대신 고토 신페이의 초청에 의해 경시총감에 임명되었으나, 같은 해 도라노몬 사건 (虎ノ門事件)의 책임을 지고 징계면관이 되었다. 하지만 다음 해에는 징계면관에서 풀려나 내무차관으로 복직해 보통선거법 제정에 관여하였다.

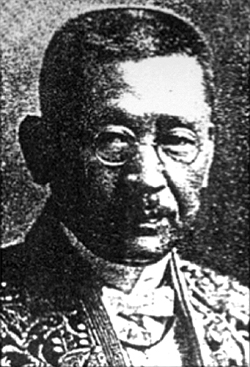
조선총독부 정무총감 시절

1925년 조선 총독 사이토 마코토 밑에서 조선총독부 정무총감이 되었으며, 1929년 회계검사원장을 지내고, 1932년 사이토 내각 성립 시에는 일시적으로 내무대신 후보에 거론되기도 하였다. 그 후 1933년 궁내대신이 되어 1936년에 발생한 2·26 사건에서는 위기 상황 속에서 쇼와 유신에 반대하는 입장을 취했고, 반란 장교에게 동정적인 시종무관장 혼조 시게루와는 다른 대응을 보였다.
사건 직후 살해된 사이토 마코토의 후임으로 내대신이 되었고, 내대신 재임 기간에는 노령의 원로 사이온지 긴모치를 도와 궁중 양식파의 일원으로서 육군의 독선적 행위에 대항하였다.
제1차 고노에 내각, 히라누마 내각, 아베 노부유키 내각에서도 내대신으로 유임했으며, 1940년 친미영적인 성향의 해군대신 요나이 미쓰마사가 총리대신에 임명되도록 주선했으나, 그 후 병으로 사임하였다. 같은 해 12월 24일에 남작 작위를 받아 화족이 되었지만, 당일로 도쿄 우시고메구(牛込区)의 자택에서 병사했다. 아들이 없었기 때문에 작위는 반납되었다. 

## 같이 보기
- 조선총독부 정무총감
- 2·26 사건
- 사이토 마코토
- 사이온지 긴모치
- 히로히토
- 이케가미 시로

|  | 제1대 유아사 (구라헤이) 남작가 당주 1940년 | 후임 영전 상실 |

| 전임 이치키 기토쿠로 | 제10대 궁내대신 1933년 2월 14일 ~ 1936년 3월 6일 | 후임 마쓰다이라 쓰네오 |

| 전임 시모오카 주지 | 제5대 조선총독부 정무총감 1925년 11월 22일 ~ 1927년 12월 23일 | 후임 이케가미 시로 |

| 전임 시모오카 주지 | 제3대 경성제국대학 총장 1925년 12월 ~ 1926년 3월 30일 | 후임 핫토리 우노키치 |